# Луні Тюнз: Знову в дії
«Луні Тюнз: Знову в дії» або «Луні Тюнз: Знову у справі» (англ. Looney Tunes: Back in Action) — американський комедійний фільм з елементами анімації 2003 року, другий театральний повнометражний фільм у франшизі «Веселі мелодії», знятий Джо Данте за сценарієм Ларрі Дойла. У ролях Брендан Фрейзер, Дженна Ельфман, Стів Мартін, Тімоті Далтон, Гізер Локлір і Білл Голдберг, персонажів озвучили Джо Аласкі, Джеф Беннетт, Біллі Вест та Ерік Ґолдберг.

## Сюжет
Персонажі «Looney Tunes» шукають зниклого чоловіка та міфічний діамант «Блакитна мавпа».

## Акторський склад
| Актор           | Роль                            |
| --------------- | ------------------------------- |
| Брендан Фрейзер | Дем'єн «Ді-Джей» Дрейк-молодший |
| Дженна Ельфман  | Кейт Хоутон                     |
| Стів Мартін     | містер Чейрман                  |
| Гізер Локлір    | Дасті Тейлз                     |
| Джоан К'юсак    | Мати                            |
| Тімоті Далтон   | Дем'єн Дрейк                    |
| Білл Голдберг   | Боб Сміт                        |
| Рон Перлман     | віце-президент Acme             |
| Роберт Пікардо  | віце-президент Acme             |
| Вернон Веллс    | віце-президент Acme             |
| Лео Россі       | віце-президент Acme             |

Також з коротенькими камео з'явилися Дік Міллер, Роджер Корман, Пола Абдул, Джефф Гордон, Меттью Ліллард та Пітер Грейвс.

### Голосовий акторський склад
| Актор           | Роль                                             |
| --------------- | ------------------------------------------------ |
| Джо Аласкі      | Багз Банні, Даффі Дак, Кіт Сільвестр, Канюк Бікі |
| Джеф Беннетт    | Фоггорн Леггорн, Йосеміті Сем                    |
| Біллі Вест      | Елмер Фадд, Пітер Лорре                          |
| Ерік Ґолдберг   | Марвін Марсіанин, Спіді Гонзалес, Твіті          |
| Боб Берґен      | Поркі Піґ                                        |
| Джун Форей      | Бабуся                                           |
| Брендан Фрейзер | Тасманійський диявол                             |
| Кейсі Кейсем    | Шеггі Роджерс                                    |
| Френк Велкер    | Скубі-Ду                                         |
| Пол Джуліан     | Дорожній бігун (архівні записи)                  |

## Виробництво
«Луні Тюнз: Знову в дії» спочатку розроблявся як продовження «Космічного джему» 1996 року. На початку розробки сюжет фільму передбачав нове баскетбольне змагання з Майкла Джордана і персонажів «Луні Тюнз» проти нового інопланетного лиходія на ім’я "Берсерк-О!". Художнику Бобу Кемпу було доручено розробити дизайн Берсерк-О та його поплічників. Джо Пітка мав повернутися до режисури, однак Майкл Джордан не погодився зніматися у сиквелі. За словами Боба Кемпа, продюсер збрехав студії, стверджуючи, що Джордан вже підписав контракт. Без участі Джордана Warner Bros. втратила інтерес до проєкту і скасувала плани щодо «Космічного джему 2».
Пізніше почали розробляти фільм під назвою «Шпигунський джем», головну роль в якому мав зіграти Джекі Чан. Warner Bros. також планувала фільм під назвою «Race Jam», де головну роль мав зіграти гонщик Джефф Гордон. Обидва проекти були скасовані. Зрештою Warner Bros. попросила Джо Данте зняти «Знову в дії». На початку 1990-х Данте хотів зняти біографічну комедію під назвою «Тераса термітів» про художника, мультиплікатора та режисера «Looney Tunes» Чака Джонса. Про проєкт Данте згадував: «Це була кумедна історія, вона була дуже хорошою, за винятком того, що Warner Bros. сказали: «Послухайте, це стара історія. У ній є епоха. Ми не хочемо цього. Ми хочемо ребрендинг наших персонажів, і ми хочемо зробити Space Jam».
Данте погодився зняти фільм як данину пам'яті Чаку Джонсу. Як повідомляється, він і сценарист Ларрі Дойл хотіли, щоб фільм став "анти-Космічним джемом", оскільки Данте не подобалося, як той представляв персонажів «Looney Tunes». Данте казав: «Я робив для них фільм з цими персонажами, а вони не хотіли знати про цих персонажів. Вони не хотіли знати, чому Багз Банні не повинен займатися хіп-хопом. Це був досить похмурий досвід». Warner Bros. найняла Еріка Ґолдберґа з Walt Disney Feature Animation, найбільш відомого за «Аладдіном» (1992), як аніматор.

## Випуск
Прем'єра відбулася 14 листопада 2003 року, фільм зібрав у світовому прокаті 68,5 мільйонів доларів при бюджеті в 80 мільйонів.
Фільм був номінований на премію «Сатурн» за найкращий анімаційний фільм, премію «Енні» за найкращий повнометражний анімаційний фільм і премію «Супутник» за найкращий анімаційний або змішаний повнометражний фільм.
Warner Home Video випустила фільм на VHS та DVD 2 березня 2004 року. 7 вересня 2010 року фільм був перевиданий на DVD в окремих широкоекранних і повноекранних версіях. Він також був випущений на Blu-ray з додатковими матеріалами 2 грудня 2014 року. 7 червня 2016 року було випущено подвійний реліз (разом з «Космічним джемом») на DVD та Blu-ray.